# Spaniocentra incomptaria
Spaniocentra incomptaria là một loài bướm đêm trong họ Geometridae.